# Kenneth Ronald Davis
Kenneth Ronald Davis (* 30. Juni 1929 in Swan River) ist ein kanadischer Historiker.

## Leben
Er erwarb den M.A. in biblischen und theologischen Studien an der Wheaton College Grad School und 1971 an der University of Michigan den Ph.D. in Europäischer Geistesgeschichte. Er war Geschichtsprofessor an der University of Waterloo (1967–1980) und lehrte ab 1980 an der Trinity Western University.
Er erhielt 2004 den D.Hum. (honoris causa) von der Trinity Western University, 2008 den D.D. (honoris causa) von der Acadia University und 2018 den D.D. (honoris causa) vom McMaster Divinity College. Er war mit Dorothy Elaine Davis verheiratet.
Seine Schwerpunkte sind europäische Geistesgeschichte des 15. und 16. Jahrhunderts und Kirchengeschichte, insbesondere der Täuferbewegung.

## Schriften (Auswahl)
- Anabaptism and asceticism. A study in intellectual origins. Scottdale 1974, ISBN 0-8361-1195-8.